# صندوق التضامن الإسلامي
صندوق التضامن الإسلامي صندوق التضامن الإسلامي جهاز متفرع من منظمة التعاون الإسلامي،  له شخصية اعتبارية مستقلة ويعمل في إطار جهاز رقابة إدارية يتمثل في (المجلس الدائم) ورقابة مالية تتمثل في (هيئة الرقابة المالية بمنظمة التعاون الإسلامي). 

## التأسيس
أُنْشئ الصندوق كجهاز متفرع من منظمة التعاون الإسلامي بموجب القرار رقم: (6/2-ق أ) الصادر عن مؤتمر القمة الإسلامي الثاني المنعقد في مدينة لاهور بجمهورية باكستان الإسلامية عام 1394 هـ الموافق 1974م. صادق المؤتمر الإسلامي الخامس، المنعقد بمدينة كوالالمبور عاصمة ماليزيا في شهر جمادى الثاني 1394 هجري، الموافق لشهر يوليو 1974م على النظام الأساسي للصندوق.

## الأهداف
يتطلع الصندوق بالعمل على كل ما من شأنه رفع مستوى المسلمين في العالم، وفي جميع المجالات وأهم أهدافه هي :
1.  تشجيع البحث العلمي والتقني، وإنشاء وتمويل الجامعات الإسلامية، استجابة لاحتياجات الدول الإسلامية، حيثما كان ذلك مطلوباً، ودعم الجامعات القائمة.
2.     التخفيف من آثار نتائج الأزمات والمحن والكوارث الطبيعية، والظروف الاجتماعية، التي تتعرض لها البلدان والمجتمعات الإسلامية، وتوجيه المساعدات المادية الممكنة لذلك.
3.   تنظيم منح المساعدات والمعونات المادية للبلاد والأقليات والجاليات الإسلامية، بغية رفع مستواها الديني والثقافي والاجتماعي، والمساهمة في بناء المساجد والمستشفيات والمدارس التي يحتاج إليها المسلمون.
4.  دعم المراكز الإسلامية داخل الدول الإسلامية وخارجها لخير المجتمعات الإسلامية ونشر الفكر الإسلامي.
5.   دعم وتنظيم نشاط الشباب المسلم والكشافة في العالم الإسلامي ثقافياً واجتماعياً ورياضياً، ودعم المخيمات الكشفية.
6.  تنظيم الحلقات الدراسية التي تضم نخبة من الخبراء والمتخصصين في قضايا التشريع والإدارة والاقتصاد والثقافة والعلوم التي يحتاج العالم الإسلامي إلى بلورة الفكر الإسلامي بشأنها.

## المجلس الدائم لصندوق التضامن الإسلامي
ويتشكل المجلس الدائم من 21 عضواً على النحو الآتي:
| · الأمين العام لمنظمة التعاون الإسلامي · ممثلي الدول الأعضاء في المنظمة يختارون لمدة أربع سنوات · البنك الإسلامي للتنمية · نخبة من رؤساء المنظمات الإنسانية · نخبة من رجال الأعمال ذو التوجهات الخيرية | عضواً 13 عضواً عضواً 3 أعضاء |

تحتفظ المملكة العربية السعودية باعتبارها دولة المقر بعضوية دائمة في المجلس الدائم للصندوق.
عقدت أول دورة للمجلس الدائم لصندوق التضامن الإسلامي بتاريخ 15 مارس 1975م بمقر الأمانة العامة بجدة.

## الجهاز التنفيذي
هو الجهاز الإداري المسئول عن تنفيذ أهداف وبرامج وقرارات الصندوق التي يصدرها المجلس الدائم والقيام بأعمال أمانة الصندوق وحساباته، وكافة الأعمال الفنية والشؤون المالية، وتحضير أوراق عمل دورات المجلس، والترتيبات اللازمة لإيصال المساعدات لمستحقيها، ومتابعة تحقيق تنفيذها.
تداول منصب المدير التنفيذي من عام 1982م إلى 2023م:
| السيد / محمد بن سليمان أبا الخيل  | السعودية  | 2023- حتى تاريخه |
| السيد/ إبراهيم بن عبد الله الخزيم | السعودية  | 2009-2023        |
| السيد/ غازي محمد حكيم بخش         | السعودية  | 2003-2009        |
| السيد/ عبد الله عبدي حرسي         | الصومال   | 1996-2003        |
| السيد/ محمد يونس ميزان            | ماليزيا   | 1991-1996        |
| السيد/ حسن محمد داود              | المغرب    | 1989-1991        |
| السيد/ سليمان أبو بكر بالخير      | السعودية  | 1986-1989        |
| السيد/ إبراهيم ولد إسماعيل        | موريتانيا | 1982- 1986       |

## لجنة الطوارئ
هي لجنة تم تشكيلها بموجب قرار المؤتمر الإسلامي الثامن لوزراء الخارجية رقم (10/8- ث) الصادر عن الدورة الثامنة لمجلس وزراء الخارجية المنعقد في مدينة طرابلس – دولة ليبيا عام 1397هـ الموافق 1977م، وتضم في عضويتها كل من الأمين العام لمنظمة التعاون الإسلامي، ورئيس المجلس الدائم للصندوق، وممثل المملكة العربية السعودية (دولة المقر)، وتجتمع اللجنة في حالة وقوع الأزمات والكوارث الطبيعية في الدول الإسلامية لتقرير مساعدة طارئة باسم الصندوق لتخفيف حده الأزمة أو الكارثة.

## إنجازات الصندوق
مول وساهم الصندوق العديد من المشاريع الاجتماعية والثقافية والاقتصادية والتعليمية والصحية في الدول الأعضاء والأقليات الإسلامية، إذ بَلَغ عدد المشاريع المنفذة والممولة من الصندوق منذ إنشائه وحتى عام 2023م، (2837) مشروعاً، بقيمة تجاوزت (244) مليون دولار أمريكي، وأهم هذه المشاريع:
أهـم المشاريع:-
1- دعم الشعب الفلسطيني:
حظي الشعب الفلسطيني بأولويات الدعم المباشر من الصندوق لنصرة قضيته العادلة، والمساهمة في توفير المساعدات المعيشية، والصحية، والاجتماعية، والثقافية، والتعليمية، وتأكيداً لذلك خصص الصندوق بنداً مستقلاً لدولة فلسطين ضمن موازنته السنوية، حيث ساهم في دعم المؤسسات والهيئات الاجتماعية والتعليمية والصحية بالعديد من المشاريع الاجتماعية والإنسانية، وبلغ إجمالي ما قدمه الصندوق لدعم الشعب الفلسطيني أكثر من (28,7) مليون دولار أمريكي.
2- قطاع الطوارئ:
قدم الصندوق مساعدات عينية ومالية للدول الأعضاء بمنظمة التعاون الإسلامي، والأقليات المسلمة التي حلت بها الكوارث الطبيعية والأزمات في 60 دولة، وذلك للتخفيف من آثارها، فعلى سبيل المثال لا الحصر قدم الصندوق العون إلى كل من فلسطين ، واليمن، وسوريا  وكشمير، وافغانستان، والصومال، ودول جنوب الصحراء الكبرى في افريقيا، والبوسنة والهرسك، وكوسوفو، ولدول جنوب شرق آسيا التي تضررت من كارثة المد البحري (تسونامي)، واللاجئين الروهنجين في ماليزيا وبنجلاديش، والتخفيف من معاناة المتضررين من آثار السيول والفيضانات التي اجتاحت بعض الولايات بجمهورية السودان،  فضلاً عن تقديم مساعدة للتخفيف من حادث انفجار مرفأ بيروت بالجمهورية اللبنانية، ودعم جهود جمعية الهلال الأحمر الفلسطيني في إنقاذ المصابين الفلسطينيين والتخفيف من آثار العدوان الإسرائيلي على قطاع غزة، وبلغ إجمالي ما قدمه الصندوق أكثر من (57,6) مليون دولار أمريكي.
3- قطاع الجامعات والبحوث العلمية:
اهتم الصندوق بدعم الجامعات والكليات والمعاهد الإسلامية ، وبلغ إجمالي ما قدم لهذا القطاع منذ إنشاء الصندوق وحتى 2023م أكثر من (91) مليون دولار أمريكي ، حيث أنشئ أو ساهم في إنشاء 145 جامعة وكلية ومعهد حول العالم، وأهمها الجامعة الإسلامية في أوغندا، والجامعة الإسلامية في النيجر، والجامعة الإسلامية في قيرغيزيا، وجامعة الملك فيصل بانجمينا، وجامعة الحكمة في غامبيا، وجامعة الزيتونة بتونس، وجامعة أفريقيا العالمية بالسودان، وعدد من الجامعات في بنغلاديش، والكلية الأمريكية الإسلامية في شيكاغو، وجامعة هارفارد في الولايات المتحدة الأمريكية، وجامعة اكسفورد في بريطانيا، والمعهد العالي لدراسات الإسلامية في موريتانيا، والمعهد الإسلامي للترجمة بالسودان.
4- قطاع الإعلام:
بلغت جملة ما قدمه الصندوق لهذا القطاع منفصلاً (858,000) دولار أمريكي، وتضمن إنشاء المحطات الإذاعية، والمشاركة في انتاج الأفلام الإسلامية، وتحقيق ونشر المخطوطات الإسلامية، ودعم نشاط الصحف، والمجلات ذات الصلة.
5- قطاع المرأة والطفل:
يدخل قطاع المرأة والطفل في نطاق المساعدات الصحية، والتعليمية، والثقافية والاجتماعية، كما ساهم الصندوق بصورة مباشرة لهذا القطاع بمبلغ إجمالي تجاوز (3,2) مليون دولار أمريكي، شمل رعاية الأيتام، وحماية الطفل، وتنمية المرأة الريفية.
6- قطاع المساجد والمدارس والمستشفيات:
أنشأ صندوق التضامن الإسلامي عدداً كبير من المساجد والمدارس والمستشفيات، والمستوصفات، وبلغ إجمالي ما تم صرفه لهذا القطاع أكثر من (40,2) مليون دولار أمريكي.
7- قطاع رعاية الشباب المسلم:
ساهم الصندوق في دعم نشاطات الشباب والرياضة مع الاتحاد الرياضي لألعاب التضامن الإسلامي، وكافة البرامج التي تُعرض عليه للمساهمة في تمويلها، وفقاً للإجراءات المتبعة والإمكانيات المتاحة، وبلغ إجمالي ما قدمه الصندوق لبرامج رعاية الشباب المسلم أكثر من (4,9) مليون دولار أمريكي.
8- قطاع الندوات العلمية، والحلقات الدراسية، وبرامج الدعوة:
ساهم صندوق التضامن الإسلامي في دعم إقامة الندوات العلمية، والحلقات الدراسية ونشر الدعوة الإسلامية في عدد من الدول حول العالم، حيث بلغ إجمالي ما قدمه الصندوق لهذا القطاع أكثر من (15) مليون دولار أمريكي.
9- قطاع المراكز والجمعيات الإسلامية:
ساهم صندوق التضامن الإسلامي في تمويل العديد من مشاريع ونشاطات المراكز الإسلامية الثقافية، والاجتماعية، لدعم نشاطها، ومنها على سبيل المثال جمعية مسلمي اليابان، والمركز الإسلامي في الإكوادور، ومركز التراث الإسلامي في أمريكا، والمركز الألباني للفكر والحضارة الإسلامية في البانيا، والمتحف الإسلامية في استراليا، وبلغ إجمالي ما قدمه الصندوق أكثر من (35,8) مليون دولار أمريكي.
10- التمويل الأصغر:
يقع برنامج التمويل الأصغر ضمن أهداف الصندوق للانتقال بالعمل الخيري والإنساني من طور المساعدة والمواساة إلى مراحل "الإنتاج والتنمية المستدامة" وتقديم المساعدات المادية وفقاً لإمكانياته المتاحة، لاسيما وأن التمويل الأصغر أصبح توجهاً دولياً سائداً، باعتباره الأداة المناسبة لمحاربة الفقر، والحد من البطالة، حيث ساهم برنامج التمويل الأصغر بتقديم قروض ميسرة للأسر الفقيرة في كل من الجمهورية اليمنية وجمهورية السودان وجمهورية جيبوتي، لتحقيق الاكتفاء الذاتي كخطوة أولى لمحاربة الفقر ودعم تماسك الأسر.
11- بنك الأسرة:
شارك الصندوق في ورشة عمل حول تعزيز مفهوم بنك الأسرة في دول مجموعة الساحل الخمس ( بوركينا فاسو وتشاد و مالي وموريتانيا والنيجر ) في يناير 2020م لتعزيز تنمية قطاع التمويل الأصغر في هذه البلدان، بالتركيز على المرأة الريفية، لاسيما وأن الوضع الانساني في بالعالم الإسلامي يمر بظروف صعبة ومعقدة لتفاقم الأزمات المتلاحقة من كوارث طبيعية ، وجفاف ، ومجاعات ، وحروب ، ونزاعات مسلحة ، نتج عنها ازدياد عدد اللاجئين بصورة كبيرة ، ولقد أثرت هذه الازمات سلباً على عملية الإنتاج والأمن الغذائي في الدول الأعضاء بمنظمة التعاون الإسلامي الأقل نمواً.
من هذا المنطلق يسعى الصندوق لإصدار قرار من المجلس الدائم لصندوق التضامن الإسلامي في دورته القادمة، لإنشاء بنوك الأسرة في بعض دول الساحل وحوض بحيرة تشاد.
12- مواجهة جائح كورونا (كوفيد-19):
استشعاراً من الصندوق بدور منظمة التعاون الإسلامي للدول الأعضاء الأقل نمواً، والأكثر تأثراً بهذه الجائحة بادر الصندوق بتقديم مساعدات عاجلة للتخفيف من آثارها بعد موافقة لجنة الطوارئ الثلاثية بالصندوق، والتي وافقت على صرف مبلغ (900) الف دولار أمريكي لهذا الغرض، وبدأ تنفيذ المبادرة اعتباراً من 2 أبريل 2020م، وتقديم الدعم (18) دولة عضو بالمنظمة بواقع (50) الف دولار أمريكي لكل دولة ممثلة في وزارة الصحة بالدولة المعنية.
13- مركز التضامن الإسلامي في غينيا بيساو:
افتتحه فخامة رئيس جمهورية غينيا بيساو وضيفه فخامة رئيس جمهورية غامبيا عام 2008م، ويحتوي على مسجد حديث يتسع  10,000 مُصَلٍ إلى جانب مركز تعليمي مكون من مدرسة إعدادية وأخرى ثانوية، وتشرف جمعية العون المباشر الكويتية نيابة عن الصندوق على أعمال تشغيل وصيانة المركز.

## التواصل مع الصندوق
الموقع الالكتروني: www.isf-fsi.org
التواصل الاجتماعي (منصة X) : @isf-fsi
البريد الاليكتروني : mail@isf-fsi.org